# Heinrich Sthamer
Heinrich Sthamer (* 11. Januar 1885 in Hamburg; † 24. Oktober 1955 in Hamburg-Eppendorf) war ein deutscher Komponist und Musiktheoretiker.

## Leben
Seinen ersten Musikunterricht erhielt Heinrich Sthamer bei Emil Krause (1840–1916), der am Hamburger Konservatorium Professor für Klavierspiel war. Anschließend studierte er am Konservatorium in Sondershausen bei Carl Schroeder und danach in Leipzig, wo Arthur Nikisch, Stephan Krehl, Robert Teichmüller und Hans Sitt zu seinen Lehrern zählten. 1907 ließ er sich in Berlin als Lehrer für Theorie und Komposition nieder, später wurde er als Theorie- und Kompositionslehrer ans Hamburger Krüß-Färber-Konservatorium berufen. Kurz vor Ausbruch des Ersten Weltkriegs siedelte er nach Frankfurt am Main über, kämpfte dann als Soldat drei Jahre an der Westfront (u. a. am Hartmannswillerkopf) und kehrte im Dezember 1919 nach Hamburg zurück.

## Werk
Sthamers kompositorisches Schaffen umfasst u. a. 13 Symphonien, ein Violinkonzert, Klavierkonzerte, eine Orchestersuite, die Ode Der Zug des Todes für großes Orchester und eine Tenorstimme, das sinfonische Gemälde Morgen, Mittag, Abend und Nacht (Die Tageszeiten) sowie mehrere Musikdramen und Oratorien, darunter die Opern Sigurd, Das Gastmahl zu Pavia, Gautama, Bürger in Not und die Oratorien Das hohe Lied des Buddha (Text von Hans Much) und Eine Lebensmesse (Text von Richard Dehmel).
Auch für Kammermusik komponierte Sthamer zahlreiche Werke, so u. a. mehrere Streichquartette, ein Sextett für zwei Violinen, zwei Bratschen, zwei Celli, eine Cellosonate, eine Violinsonate, ein Quintett für Blasinstrumente sowie eine Flötensonate. Groß ist auch die Anzahl seiner Lieder nach Texten von Goethe, Ludwig Uhland, Friedrich Nietzsche, Friedrich Hebbel, Theodor Storm, Emanuel Geibel, Richard Dehmel, Christian Morgenstern und Rainer Maria Rilke.
Sthamer blieb als post-expressionistischer Symphoniker weitgehend unbekannt. „Von Krug-Waldsee erhielt ich mein Der Zug des Todes wieder mit dem Vermerk, das Publikum in Magdeburg sei noch nicht reif dafür. […] Ich bin der Überzeugung, daß das hiesige Publikum niemals reif dafür werden wird, vielleicht in 50 Jahren!“